# Marcin Baszczyński
Marcin Baszczyński, poljski nogometaš, * 6. junij 1977, Ruda Śląska, Poljska.